# Ian Stewart (mathématicien)
Pour les articles homonymes, voir Ian Stewart et Stewart.
Ian Stewart, né le 24 septembre 1945 en Angleterre, est professeur de mathématiques à l'université de Warwick au Royaume-Uni.

## Biographie
Né d'un père coursier de banque dans une famille au train de vie modeste, il attira l'attention de son professeur de mathématiques qui le fit admettre  au Churchill College de Cambridge. Il étudia ensuite à l'université de Warwick et y devint enseignant.
Stewart a également enseigné en Allemagne en 1974, en Nouvelle-Zélande en 1976 et aux États-Unis à l'université du Connecticut en 1977-1978 et à l'université de Houston en 1983-1984.
En 1995, il reçut le prix Michael-Faraday et donna des conférences à la Royal Institution en 1997. Il fut élu à la Royal Society en 2001.
Il a collaboré avec le docteur Jack Cohen et Terry Pratchett sur les trois livres Science of Discworld. En 1999, Terry Pratchett les élut tous deux « Honorary Wizards of the Unseen University » (Magiciens honoraires de l'Université invisible) lors de la cérémonie où l'université de Warwick conféra à Terry Pratchett le titre de docteur honoris causa.
Stewart a publié plus de 140 publications scientifiques.
Il s'est marié en avril 1970 et a deux fils.

## Œuvres
Ian Stewart a publié dans plusieurs journaux tels que le Scientific American, le New Scientist et Nature. Il est aussi l'auteur ou le coauteur de plusieurs livres.
Voici une liste de publications en français ; pour les publications en anglais voir l'article en anglais.
- Ah, les beaux groupes (Belin, 1982)
- Les Fractals (Belin, 1982)
- Oh catastrophe (Belin, 1982)
- Les Mathématiques (Pour la science, 1989)
- Dieu joue-t-il aux dés ? Les mathématiques du chaos (Flammarion, 1992 ; rééd. coll. "Champs", 1998)
- Visions géométriques (Pour la science, 1994)
- La Nature et les Nombres (Hachette, 1998 ; rééd. coll. "Pluriel", 2000)
- L'Univers des nombres (Pour la science, 2000)
- Evolving the Alien, avec Jack Cohen (2002)
- La Science du Disque-monde, avec Terry Pratchett et Jack Cohen (L'Atalante, 2007)
- Ta moitié est plus grande que la mienne ! Comment couper équitablement un gâteau, et 19 autres énigmes mathématiques (Dunod, 2007)
- La Science du Disque-monde II : Le Globe, avec Terry Pratchett et Jack Cohen (L'Atalante, 2009)
- Mon cabinet de curiosités mathématiques (Flammarion, 2009)
- Arpenter l'infini. Une histoire des mathématiques (Dunod, 2010)
- La chasse aux trésors mathématiques (Flammarion, 2010)
- Les Mathématiques du vivant (en) (Flammarion, 2013)
- La Science du Disque-monde III : L'Horloge de Darwin, avec Terry Pratchett et Jack Cohen (L'Atalante, 2014)
- 17 équations qui ont changé le monde (Laffont, 2014)
- La Science du Disque-monde IV : Le Jugement dernier, avec Terry Pratchett et Jack Cohen (L'Atalante, 2015)
- Do dice play god? (Profile Books, 2019), traduction française: Les dés jouent-ils aux dieux ? (Dunod, 2020)

## Prix et distinctions
Ian Stewart reçoit le prix Michael-Faraday en 1995. En 1997, il est lauréat de la Conférence Forder. En 2006, il reçoit le prix Peano et en 2008 la médaille Christopher-Zeeman « for Communication of Mathematics ».
Son livre de 2001 The Symmetry Perspective, co-écrit avec Marty Golubitsky, est lauréat du prix Ferran Sunyer i Balaguer. 